# Ruellia eumorphantha
Ruellia eumorphantha är en akantusväxtart som beskrevs av Gustav Lindau. Ruellia eumorphantha ingår i släktet Ruellia och familjen akantusväxter. Inga underarter finns listade i Catalogue of Life.